# ساشا ریتر
ساشا ریتر (آلمانی: Sascha Riether؛ زادهٔ ۲۳ مارس ۱۹۸۳) بازیکن فوتبال سابق اهل آلمان است که آخرین بار در پست دفاع راست برای تیم شالکه ۰۴ بازی کرد.
از باشگاه‌هایی که در آن بازی کرده‌است می‌توان به فرایبورگ، وولفسبورگ، کلن، فولام و شالکه ۰۴ اشاره کرد.
وی همچنین در تیم ملی فوتبال زیر ۲۱ سال آلمان و تیم ملی فوتبال آلمان بازی کرده است.